# 茂朱渡假村
茂朱渡假村（韓語：무주리조트），全名茂朱德裕山渡假村（韓語：무주덕유산리조트），1990年12月22日開始營運，坐落於德裕山國立公園內，位處海拔1,520（4,990英尺）的雪川峰北麓，共提供最多34條雪道，是韓國茂朱郡的一個滑雪場。該處曾經是的1997年冬季世界大學生運動會舉辦場地，為韓國位處最南的滑雪場，亦是韓國唯一座落於國家公園之內的滑雪場。